# Hyalinobatrachium colymbiphyllum
Hyalinobatrachium colymbiphyllum es una especie de anfibio anuro de la familia Centrolenidae. Se distribuye por Colombia, Panamá, Costa Rica y Honduras. 
Se encuentra amenazada por la pérdida de su hábitat natural.